# Harstad
lat_seclon_seclon_minlat_deglon_deglat_min
 je mesto in občina v administrativni regiji Troms na Norveškem. Mesto Harstad se je od (nekdanje) občine Trondenes odcepilo 1. januarja 1904. Občini Sandtorg in Trondenes sta se z občino Harstad združile 1. januarja 1964. Harstad se nahaja približno 250 km severno od arktičnega kroga. Je drugo največje mesto v regiji Troms in po populaciji tretje največje na Severnem Norveškem. Mesto je leta 2004 praznovalo 100. obletnico svoje ustanovitve.

## Geografija
Občina se nahaja na dveh otokih v južnem Tromsu. Večina občine obsega otok Hinnøya, ki je za Svalbardom drugi največji norveški otok. Severni del občine se nahaja na južni tretjini otoka Grytøya. Harstad meji na Bjarkøy  proti severu, Kvæfjord proti zahodu in Tjeldsund (v administrativni regiji Nordland) proti jugu. Proti jugovzhodu most Tjeldsund povezuje Hinnøya s Skånlandom in celino preko Tjeldsundeta; proti severovzhodu pa leži fjord Vågsfjorden, kjer Harstad deli morsko mejo z Ibestadom. Msto samo se nahaja na severovzhodni strani otoka Hinnøya; je edino mesto na otoku, znano pa je tudi kot Vågsfjordens perle (biser Vågsfjorden-a).
Na ozemlju občine se nahajajo številni majhni otoki, med njimi so Arnøya, Gressholman, Kjeøya, Kjøtta, Kjøttakalven, Måga, Rogla in Åkerøya. Najvišja gora je Sætertind (1095 mnm), ki se nahaja v bližini Sandtorga (Hinnøya).
Harstad je sedež norveške naftne industrije, vendar ima mesto tudi pristanišče in druge industrijske obrate, ki so pomembni za ekonomijo. Harstad in sosednja območja so bili tradicionalno med najbolj produktivnimi kmetijskimi področji Severne Norveške. 
Mesto je med poletnimi meseci razsvetljeno s polnočnim soncem (med 22. majem in 18. julijem). Poletne temperature se gibljejo med 12°C in 24 °C. Med zimskimi meseci polarna noč omogoča številne prizore polarnega sija. Sonca ni moč videti med 30. novembrom in 12. januarjem. Sneženje v okrožju je zmerno, prijetna pa je tudi presenetljiva povprečna temperatura med 4 °C in -10 °C.

## Transport
Najbližje letališče je letališče Harstad/Narvik, ki je po cesti oddaljeno 45 km in se nahaja na celini v občini Evenes.

## Pobratena mesta
- Pobratena mesta s Harstadom so:
- Elsinore, Danska
- Kirovsk, Oblast Murmansk, Rusija
- Umeå, Švedska
- Vaasa, Finska